# Pep Puigdemont
Pep Puigdemont (Olot, 24 d'abril de 1971) és un cantautor de música per a infants i joves.
Va estudiar magisteri a la Universitat Autònoma de Barcelona i es va llicenciar en pedagogia a la Universitat de Girona. Vinculat al món de l'educació en el lleure, el 1991 comença a dedicar-se al món de d'animació musical en solitari. Durant la seva trajectòria ha format part dels grups Peus Plans (1991-1992), Peppitus (1992-1997) i Xirupiflai (1997-2001). A partir de l’any 2001 i fins l’actualitat torna a actuar en solitari, i ocasionalment amb el grup Pep Puigdemont i Sidrus, des de 2007. Considera que la música per a joves és un gènere de vegades menyspreat, tot i que en qualitat no és inferior a la música «adulta».
El 2021 va publicar "Salta a la vista", una cançó en col·laboració amb el Col·legi Oficial d'Òptics i Optometristes de Catalunya, i una altra cançó per aprendre a fer la reanimació.

## Discografia
- Olor de festa (Musicalia, 2001)
- Una ocelleta de paper (2002)
- Puré de cançons.  Picap S.L..[7] (Picap, 2005)
- Les cançons de la lluna assolellada.  Picap S.L.. (Picap, 2006)
- Família Fesxup (2009)[8]